# Zuid-Amerikaans kampioenschap voetbal onder 17 - 2019
Het Zuid-Amerikaans kampioenschap voetbal onder 17 van 2019 was de 18e editie  van het Zuid-Amerikaans kampioenschap voetbal onder 17. Het toernooi vond plaats van 21 maart 2019 tot 14 april 2019 in Peru  . De top 4 van dit toernooi plaatste zich tevens voor het wereldkampioenschap voetbal onder 17 van 2019 dat in Brazilië zal worden gehouden.

## Gekwalificeerde landen
De volgende tien landen hebben zich automatisch gekwalificeerd voor het eindtoernooi.
| Team               | Aantal deelnames | Beste resultaat in voorgaande toernooien |
| ------------------ | ---------------- | ---------------------------------------- |
| Argentinië         | 18e              | Winnaars                                 |
| Bolivia            | 18e              | Winnaars                                 |
| Brazilië (holders) | 18e              | Winnaars                                 |
| Chili              | 18e              | Verliezend finalist                      |
| Colombia           | 18e              | Winnaar                                  |
| Ecuador            | 17e              | 3e plaats                                |
| Paraguay           | 17e              | Verliezend finalist                      |
| Peru (hosts)       | 18e              | Vierde plaats                            |
| Uruguay            | 18e              | Verliezend finalist                      |
| Venezuela          | 18e              | Verliezend finalist                      |

## Speellocatie
| Lima                           |
| ------------------------------ |
| Estadio Universidad San Marcos |
| Capaciteit: 22.000             |
|                                |
|                                |

## Groepsfase

### Groep A
| Pos | Team      | Wed | W | G | V | Ptn | DV | DT | +/− | Kwalificatie |
| --- | --------- | --- | - | - | - | --- | -- | -- | --- | ------------ |
| 1   | Peru (G)  | 4   | 2 | 2 | 0 | 8   | 5  | 1  | +4  | Finaleronde  |
| 2   | Chili     | 4   | 2 | 1 | 1 | 7   | 9  | 3  | +6  | Finaleronde  |
| 3   | Ecuador   | 4   | 2 | 1 | 1 | 7   | 5  | 5  | 0   | Finaleronde  |
| 4   | Venezuela | 4   | 1 | 2 | 1 | 5   | 6  | 7  | −1  |              |
| 5   | Bolivia   | 4   | 0 | 0 | 4 | 0   | 4  | 13 | −9  |              |

|                             |           |     |          |                                                                                       |
| 21 maart 2019 17:10 (UTC−5) | Venezuela | 1−1 | Ecuador  | Estadio Universidad San Marcos, Lima Scheidsrechter: Juan Gabriel Benítez ( Paraguay) |
| 21 maart 2019 17:10 (UTC−5) | Peña 88'  |     | Vite 85' | Estadio Universidad San Marcos, Lima Scheidsrechter: Juan Gabriel Benítez ( Paraguay) |

|                             |      |     |       |                                                                                      |
| 21 maart 2019 19:30 (UTC−5) | Peru | 0−0 | Chili | Estadio Universidad San Marcos, Lima Scheidsrechter: Fernando Espinoza ( Argentinië) |
| 21 maart 2019 19:30 (UTC−5) |      |     |       | Estadio Universidad San Marcos, Lima Scheidsrechter: Fernando Espinoza ( Argentinië) |

|                             |          |     |         |                                                                                 |
| 23 maart 2019 17:10 (UTC−5) | Ecuador  | 1−0 | Bolivia | Estadio Universidad San Marcos, Lima Scheidsrechter: Carlos Herrera ( Colombia) |
| 23 maart 2019 17:10 (UTC−5) | Mina 30' |     |         | Estadio Universidad San Marcos, Lima Scheidsrechter: Carlos Herrera ( Colombia) |

|                             |      |     |           |                                                                                 |
| 23 maart 2019 19:30 (UTC−5) | Peru | 0−0 | Venezuela | Estadio Universidad San Marcos, Lima Scheidsrechter: Rodolpho Toski ( Brazilië) |
| 23 maart 2019 19:30 (UTC−5) |      |     |           | Estadio Universidad San Marcos, Lima Scheidsrechter: Rodolpho Toski ( Brazilië) |

|                             |                                                     |     |                                                 |                                                                               |
| 25 maart 2019 17:10 (UTC−5) | Bolivia                                             | 3−5 | Venezuela                                       | Estadio Universidad San Marcos, Lima Scheidsrechter: Andrés Matonte ( Uruguay |
| 25 maart 2019 17:10 (UTC−5) | Chura 45' (pen.) Tomé de Araujo 67' (pen.) Peña 80' |     | De Santis 6', 20', 77' Ruggieri 35' Carmona 70' | Estadio Universidad San Marcos, Lima Scheidsrechter: Andrés Matonte ( Uruguay |

|                             |                      |     |                      |                                                                               |
| 25 maart 2019 19:30 (UTC−5) | Ecuador              | 3−2 | Chili                | Estadio Universidad San Marcos, Lima Scheidsrechter: Derlis López ( Paraguay) |
| 25 maart 2019 19:30 (UTC−5) | Mina 35', 66', 90+1' |     | Aravena 6' Tapia 16' | Estadio Universidad San Marcos, Lima Scheidsrechter: Derlis López ( Paraguay) |

|                             |                                |     |           |                                                                                      |
| 27 maart 2019 17:10 (UTC−5) | Chili                          | 3−0 | Venezuela | Estadio Universidad San Marcos, Lima Scheidsrechter: Fernando Espinoza ( Argentinië) |
| 27 maart 2019 17:10 (UTC−5) | Flores 26' Rojas 31' Tapia 34' |     |           | Estadio Universidad San Marcos, Lima Scheidsrechter: Fernando Espinoza ( Argentinië) |

|                             |                                        |     |           |                                                                                 |
| 27 maart 2019 19:30 (UTC−5) | Peru                                   | 3−1 | Bolivia   | Estadio Universidad San Marcos, Lima Scheidsrechter: Carlos Herrera ( Colombia) |
| 27 maart 2019 19:30 (UTC−5) | Figueroa 41' Celi 64' (pen.) Caipo 90' |     | Chura 48' | Estadio Universidad San Marcos, Lima Scheidsrechter: Carlos Herrera ( Colombia) |

|                             |         |                                              |       |                                                                                       |
| 29 maart 2019 17:10 (UTC−5) | Bolivia | 0−4                                          | Chili | Estadio Universidad San Marcos, Lima Scheidsrechter: Juan Gabriel Benítez ( Paraguay) |
| 29 maart 2019 17:10 (UTC−5) |         | González 17' Tati 58' Belmar 71' Rojas 90+1' |       | Estadio Universidad San Marcos, Lima Scheidsrechter: Juan Gabriel Benítez ( Paraguay) |

|                             |                               |     |         |                                                                                 |
| 29 maart 2019 19:30 (UTC−5) | Peru                          | 2−0 | Ecuador | Estadio Universidad San Marcos, Lima Scheidsrechter: Rodolpho Toski ( Brazilië) |
| 29 maart 2019 19:30 (UTC−5) | Pinto 10' (pen.) Figueroa 23' |     |         | Estadio Universidad San Marcos, Lima Scheidsrechter: Rodolpho Toski ( Brazilië) |

### Group B
| Pos | Team       | Wed | W | G | V | Ptn | DV | DT | +/− | Kwalificatie |
| --- | ---------- | --- | - | - | - | --- | -- | -- | --- | ------------ |
| 1   | Uruguay    | 4   | 2 | 1 | 1 | 7   | 8  | 5  | +3  | Finalerondee |
| 2   | Paraguay   | 4   | 2 | 1 | 1 | 7   | 8  | 7  | +1  | Finalerondee |
| 3   | Argentinië | 4   | 2 | 1 | 1 | 7   | 7  | 6  | +1  | Finalerondee |
| 4   | Brazilië   | 4   | 2 | 1 | 1 | 7   | 7  | 8  | −1  |              |
| 5   | Colombia   | 4   | 0 | 0 | 4 | 0   | 4  | 8  | −4  |              |

|                             |                                    |     |            |                                                                              |
| 22 maart 2019 17:10 (UTC−5) | Uruguay                            | 3–0 | Argentinië | Estadio Universidad San Marcos, Lima Scheidsrechter: Cristian Garay ( Chili) |
| 22 maart 2019 17:10 (UTC−5) | Gutiérrez 2' Olivera 5' Ocampo 90' |     |            | Estadio Universidad San Marcos, Lima Scheidsrechter: Cristian Garay ( Chili) |

|                             |                            |     |                              |                                                                             |
| 22 maart 2019 19:30 (UTC−5) | Brazilië                   | 3–2 | Paraguay                     | Estadio Universidad San Marcos, Lima Scheidsrechter: Luis Quiroz ( Ecuador) |
| 22 maart 2019 19:30 (UTC−5) | Reinier 2', 37' Peglow 84' |     | López 52' Noguera 61' (pen.) | Estadio Universidad San Marcos, Lima Scheidsrechter: Luis Quiroz ( Ecuador) |

|                             |                            |     |             |                                                                           |
| 24 maart 2019 17:10 (UTC−5) | Argentinië                 | 2−1 | Colombia    | Estadio Universidad San Marcos, Lima Scheidsrechter: Kevin Ortega ( Peru) |
| 24 maart 2019 17:10 (UTC−5) | Fernández 45' Zeballos 83' |     | Campaña 88' | Estadio Universidad San Marcos, Lima Scheidsrechter: Kevin Ortega ( Peru) |

|                             |                   |     |            |                                                                            |
| 24 maart 2019 19:30 (UTC−5) | Brazilië          | 1−1 | Uruguay    | Estadio Universidad San Marcos, Lima Scheidsrechter: Ivo Méndez ( Bolivia) |
| 24 maart 2019 19:30 (UTC−5) | Gabriel Veron 67' |     | Milans 84' | Estadio Universidad San Marcos, Lima Scheidsrechter: Ivo Méndez ( Bolivia) |

|                             |                  |     |                           |                                                                                |
| 26 maart 2019 17:10 (UTC−5) | Colombia         | 1−2 | Uruguay                   | Estadio Universidad San Marcos, Lima Scheidsrechter: Franklin Congo ( Ecuador) |
| 26 maart 2019 17:10 (UTC−5) | Arroyo 6' (pen.) |     | Machado 15' Cartagena 37' | Estadio Universidad San Marcos, Lima Scheidsrechter: Franklin Congo ( Ecuador) |

|                             |                         |     |                  |                                                                                 |
| 26 maart 2019 19:30 (UTC−5) | Argentinië              | 2−2 | Paraguay         | Estadio Universidad San Marcos, Lima Scheidsrechter: Ángel Arteaga ( Venezuela) |
| 26 maart 2019 19:30 (UTC−5) | Palacios 12' Amione 78' |     | Peralta 18', 41' | Estadio Universidad San Marcos, Lima Scheidsrechter: Ángel Arteaga ( Venezuela) |

|                             |                                    |     |                          |                                                                              |
| 28 maart 2019 17:10 (UTC−5) | Paraguay                           | 3−2 | Uruguay                  | Estadio Universidad San Marcos, Lima Scheidsrechter: Cristian Garay ( Chili) |
| 28 maart 2019 17:10 (UTC−5) | D. Duarte 8' Peralta 55' López 81' |     | Olivera 49' Alaniz 90+3' | Estadio Universidad San Marcos, Lima Scheidsrechter: Cristian Garay ( Chili) |

|                             |                                   |     |                            |                                                                                 |
| 28 maart 2019 19:30 (UTC−5) | Brazilië                          | 3−2 | Colombia                   | Estadio Universidad San Marcos, Lima Scheidsrechter: Ángel Arteaga ( Venezuela) |
| 28 maart 2019 19:30 (UTC−5) | Patryck 44' Reinier 59' Henri 67' |     | Y. Mosquera 53' Cuesta 86' | Estadio Universidad San Marcos, Lima Scheidsrechter: Ángel Arteaga ( Venezuela) |

|                             |          |               |          |                                                                            |
| 30 maart 2019 17:10 (UTC−5) | Colombia | 0−1           | Paraguay | Estadio Universidad San Marcos, Lima Scheidsrechter: Ivo Méndez ( Bolivia) |
| 30 maart 2019 17:10 (UTC−5) |          | D. Duarte 63' |          | Estadio Universidad San Marcos, Lima Scheidsrechter: Ivo Méndez ( Bolivia) |

|                             |          |                                            |            |                                                                             |
| 30 maart 2019 19:30 (UTC−5) | Brazilië | 0−3                                        | Argentinië | Estadio Universidad San Marcos, Lima Scheidsrechter: Luis Quiroz ( Ecuador) |
| 30 maart 2019 19:30 (UTC−5) |          | Godoy 36' (pen.) Palacios 54' Amione 90+2' |            | Estadio Universidad San Marcos, Lima Scheidsrechter: Luis Quiroz ( Ecuador) |

## Finaleronde
| Pos. | Land       | GW | W | G | V | DV | DT | +/− | Ptn. |
| ---- | ---------- | -- | - | - | - | -- | -- | --- | ---- |
| 1    | Argentinië | 5  | 3 | 1 | 1 | 7  | 4  | +3  | 10   |
| 2    | Chili      | 5  | 3 | 1 | 1 | 8  | 6  | +2  | 10   |
| 3    | Paraguay   | 5  | 1 | 3 | 1 | 5  | 6  | –1  | 6    |
| 4    | Ecuador    | 5  | 1 | 2 | 2 | 7  | 8  | –1  | 5    |
| 5    | Peru       | 5  | 1 | 2 | 2 | 6  | 8  | –2  | 5    |
| 6    | Uruguay    | 5  | 1 | 1 | 3 | 10 | 11 | –1  | 4    |

Bron: CONMEBOL
|                    |             |     |         |                                                                       |
| 2 april 2019 16:30 | Chili       | 1–0 | Ecuador | Estadio Universidad San Marcos, Lima Scheidsrechter: Ivo Méndez (BOL) |
| 2 april 2019 16:30 | Aravena 80' |     |         | Estadio Universidad San Marcos, Lima Scheidsrechter: Ivo Méndez (BOL) |

|                    |                        |     |                             |                                                                           |
| 2 april 2019 18:50 | Uruguay                | 2–2 | Paraguay                    | Estadio Universidad San Marcos, Lima Scheidsrechter: Rodolpho Toski (BRA) |
| 2 april 2019 18:50 | Gutiérrez 11' Siri 22' |     | Presentado 7' O. Colmán 12' | Estadio Universidad San Marcos, Lima Scheidsrechter: Rodolpho Toski (BRA) |

|                    |      |     |            |                                                                          |
| 2 april 2019 21:10 | Peru | 0–0 | Argentinië | Estadio Universidad San Marcos, Lima Scheidsrechter: Nicolás Gallo (COL) |
| 2 april 2019 21:10 |      |     |            | Estadio Universidad San Marcos, Lima Scheidsrechter: Nicolás Gallo (COL) |

|                    |            |     |           |                                                                           |
| 5 april 2019 16:30 | Paraguay   | 1–1 | Ecuador   | Estadio Universidad San Marcos, Lima Scheidsrechter: Carlos Herrera (COL) |
| 5 april 2019 16:30 | Ovelar 70' |     | Plúas 43' | Estadio Universidad San Marcos, Lima Scheidsrechter: Carlos Herrera (COL) |

|                    |         |            |            |                                                                      |
| 5 april 2019 18:50 | Uruguay | 0–1        | Argentinië | Estadio Universidad San Marcos, Lima Scheidsrechter: Juan Soto (VEN) |
| 5 april 2019 18:50 |         | Sforza 46' |            | Estadio Universidad San Marcos, Lima Scheidsrechter: Juan Soto (VEN) |

|                    |                       |     |                                        |                                                                                     |
| 5 april 2019 21:10 | Peru                  | 2–3 | Chili                                  | Estadio Universidad San Marcos, Lima Scheidsrechter: Bráulio da Silva Machado (BRA) |
| 5 april 2019 21:10 | Celi 54' Figueroa 56' |     | Aravena 16' (pen.) Tapia 34' Rojas 45' | Estadio Universidad San Marcos, Lima Scheidsrechter: Bráulio da Silva Machado (BRA) |

|                    |       |                      |            |                                                                              |
| 8 april 2019 16:30 | Chili | 0–2                  | Argentinië | Estadio Universidad San Marcos, Lima Scheidsrechter: Juan Nelio García (BOL) |
| 8 april 2019 16:30 |       | Godoy 1', 38' (pen.) |            | Estadio Universidad San Marcos, Lima Scheidsrechter: Juan Nelio García (BOL) |

|                    |                                             |     |          |                                                                           |
| 8 april 2019 18:50 | Uruguay                                     | 4–1 | Ecuador  | Estadio Universidad San Marcos, Lima Scheidsrechter: Rodolpho Toski (BRA) |
| 8 april 2019 18:50 | Arezo 45+3', 48', 58' P. Delgado 68' (e.d.) |     | Vite 11' | Estadio Universidad San Marcos, Lima Scheidsrechter: Rodolpho Toski (BRA) |

|                    |      |                          |          |                                                                          |
| 8 april 2019 21:10 | Peru | 0–2                      | Paraguay | Estadio Universidad San Marcos, Lima Scheidsrechter: Ángel Arteaga (VEN) |
| 8 april 2019 21:10 |      | Presentado 8' Ovelar 49' |          | Estadio Universidad San Marcos, Lima Scheidsrechter: Ángel Arteaga (VEN) |

|                     |          |                                               |            |                                                                                     |
| 11 april 2019 16:30 | Paraguay | 0–3                                           | Argentinië | Estadio Universidad San Marcos, Lima Scheidsrechter: Bráulio da Silva Machado (BRA) |
| 11 april 2019 16:30 |          | Krilanovich 22' Medina 41' (pen.) Velasco 85' |            | Estadio Universidad San Marcos, Lima Scheidsrechter: Bráulio da Silva Machado (BRA) |

|                     |                       |     |                                        |                                                                      |
| 11 april 2019 18:50 | Uruguay               | 2–4 | Chili                                  | Estadio Universidad San Marcos, Lima Scheidsrechter: Juan Soto (VEN) |
| 11 april 2019 18:50 | Arezo 18' Olivera 19' |     | Rojas 60' Osses 64', 90+3' Aravena 88' | Estadio Universidad San Marcos, Lima Scheidsrechter: Juan Soto (VEN) |

|                     |          |     |             |                                                                          |
| 11 april 2019 21:10 | Peru     | 1–1 | Ecuador     | Estadio Universidad San Marcos, Lima Scheidsrechter: Nicolás Gallo (COL) |
| 11 april 2019 21:10 | Celi 50' |     | Mercado 23' | Estadio Universidad San Marcos, Lima Scheidsrechter: Nicolás Gallo (COL) |

|                     |                                            |     |                        |                                                                           |
| 14 april 2019 16:30 | Peru                                       | 3–2 | Uruguay                | Estadio Universidad San Marcos, Lima Scheidsrechter: Rodolpho Toski (BRA) |
| 14 april 2019 16:30 | Pinto 42' (pen.), 48' (pen.) Llontop 90+3' |     | Arezo 8' Juambeltz 86' | Estadio Universidad San Marcos, Lima Scheidsrechter: Rodolpho Toski (BRA) |

|                     |       |     |          |                                                                           |
| 14 april 2019 18:50 | Chili | 0–0 | Paraguay | Estadio Universidad San Marcos, Lima Scheidsrechter: Carlos Herrera (COL) |
| 14 april 2019 18:50 |       |     |          | Estadio Universidad San Marcos, Lima Scheidsrechter: Carlos Herrera (COL) |

|                     |                                            |     |              |                                                                          |
| 14 april 2019 21:10 | Ecuador                                    | 4–1 | Argentinië   | Estadio Universidad San Marcos, Lima Scheidsrechter: Ángel Arteaga (VEN) |
| 14 april 2019 21:10 | Mina 59' (pen.), 65' Mercado 64' Mejía 76' |     | Palacios 48' | Estadio Universidad San Marcos, Lima Scheidsrechter: Ángel Arteaga (VEN) |

1985 · 1986 · 1988 · 1991 · 1993 · 1995 · 1997 · 1999 · 2001 · 2003 · 2005 · 2007 · 2009 · 2011 · 2013 · 2015 · 2017 · 2019 · 2023

Jeugdtoernooi CONMEBOL mannen: onder 20 · onder 15

Jeugdtoernooi CONMEBOL vrouwen: onder 20 · onder 17